# N-メチルカルバミン酸-2-(1-メチルプロピル)フェニル
N-メチルカルバミン酸-2-(1-メチルプロピル)フェニル（2-(1-Methylpropyl)phenyl N-methylcarbamate）は、カルバミン酸系殺虫剤である。淡黄色または淡赤色の液体で、水には溶けない。イネと木綿の栽培に用いられる。日本では、フェノブカルブの商標名で発売されている。

## 使用
米、サトウキビ、茶、小麦や野菜の殺虫剤として使用。農薬活性成分としてEUでは承認されてない。ドイツ、オーストリア、スイスでは、この有効成分を含んだ植物保護製品が許可されていない。

## 別名
メチルカルバミン酸-2-(1-メチルプロピル)フェノール、 メチルカルバミン酸-2-(1-メチルプロピル)フェニル、N-メチルカルバミン酸-2-sec-ブチルフェニル、BPMC、fenobucarb、fenocarb、カルバミン酸-N-メチル-O-sec-ブチルフェニル

## 商標名
Fenobucarb, Osbac, Bassa

## LD50
- オスのマウス 340mg/kg
- オスのラット 410mg/kg